# آندره بئوتگی
آندره بئوتگی (فرانسوی: André Béhotéguy‎; ۱۹ اکتبر ۱۹۰۰ – ۱۷ اوت ۱۹۶۰) بازیکن راگبی ۱۵ نفره اهل فرانسه بود.